# Meike Piepenbring
Meike Piepenbring (* 26. Dezember 1967 in Wuppertal) ist eine deutsche Botanikerin und Mykologin. Sie ist Professorin für Mykologie an der Johann Wolfgang Goethe-Universität Frankfurt am Main. Ihr botanisches Autorenkürzel lautet „M.Piepenbr.“.

## Leben und Wirken
Piepenbring studierte Biologie und Naturwissenschaften an der Universität zu Köln und der Universität Clermont-Ferrand. 1994 promovierte sie im Fach Mykologie an der Universität Tübingen in der Arbeitsgruppe von Franz Oberwinkler. 1999 folgte die Habilitation in Tübingen und 2001 erhielt sie einen Ruf an die Goethe-Universität Frankfurt am Main. 2008–2009 war Piepenbring Gastprofessorin und Langzeitdozentin des Deutschen Akademischen Austauschdienstes (DAAD) an der Universidad Autónoma de Chiriquí in Panama. 2014 bis 2017 war sie Dekanin des Fachbereiches Biowissenschaften der Goethe-Universität.

## Forschung und Lehre
Piepenbrings Forschungsschwerpunkte sind die Diversität, Morphologie und Systematik von Brandpilzen (Ustilaginales und andere Ordnungen der Basidiomycota) und weiterer Gruppen pflanzenparasitischer Mikropilze der Basidiomycota (Exobasidiales, Pucciniales) sowie der Ascomycota (Asterinales, Phyllachorales, cercosporoide Pilze). Der geografische Schwerpunkt der Forschung ist die Neotropis; zudem forscht sie seit 2015 auch in Benin, Westafrika.
Bis 2020 beschrieb Piepenbring allein oder in Zusammenarbeit mit Kolleginnen und Kollegen elf neue Gattungen und über 90 neue Arten für die Wissenschaft. Ihre Beiträge zur Kenntnis der Pilzdiversität wurden u. a. durch drei nach ihr benannte Arten gewürdigt:
- Entyloma piepenbringiae J. Kruse, M. Lutz, Piątek & Thines
- Ravenelia piepenbringiae Ebinghaus & Begerow
- Shrungabeeja piepenbringiana R. Kirschner

Zusätzlich zur Lehre an den Universitäten Tübingen und Frankfurt am Main lehrt Piepenbring seit 1997 regelmäßig im Rahmen von Kurzzeitdozenturen und Sommerschulen in den Tropen Lateinamerikas und Benin (seit 2016). Diese akademische Entwicklungszusammenarbeit fand überwiegend im Rahmen von Universitätspartnerschaften statt und wurde mit Mitteln des DAADs ermöglicht. Für die Lehre zur Mykologie in den Tropen schrieb Piepenbring ein Lehrbuch in spanischer und englischer Sprache sowie – zusammen mit Gastón Guzmán – ein Bestimmungsbuch für Großpilze in Panama.
Piepenbring entwickelt zudem digitale Materialien für die Lehre zur Mykologie, u. a. Diagramme und animierte Entwicklungsgänge. Zur Förderung der Lehre zur Mykologie im deutschsprachigen Raum ist Piepenbring seit 2012 Leiterin der Ausbildung „Fachberater für Mykologie, univ. gepr.“ der Deutschen Gesellschaft für Mykologie.
Seit 2017 engagiert sie sich als akademische Leiterin der Frankfurt Spring School on Conservation Project Management.

## Auszeichnungen und Mitgliedschaften
- „Leading women in fungal biology“, Centraalbureau voor Schimmelcultures (Westerdijk Fungal Biodiversity Institute), Universität Utrecht (2017)[19]
- W.H. Weston Award for Excellence in Teaching, vergeben von der Mykologischen Gesellschaft Amerikas (Mycological Society of America) (2019)[20]
- Deutsche Gesellschaft für Mykologie (DGfM, Präsidentin 2006 bis 2008)
- BioFrankfurt – Das Netzwerk für Biodiversität e. V. (Mitbegründerin in 2004, Mitglied des Vorstands)[21]

## Publikationen (Auswahl)
- 2022: Meike Piepenbring: Mykologie – Diversität, Morphologie, Ökologie und Evolution der Pilze. Springer, Berlin, Heidelberg, 509 Seiten, 2022, ISBN 978-3-662-65073-8.
- 2020: Meike Piepenbring, José G. Maciá Vicente, Evans Codija, Carola Glatthorn, Paul Kirk, Yalem Meswaet, David Minter, Boris A. Olou, Kai Reschke, Marco Schmidt, Nourou S. Yorou: Mapping mycological ignorance – checklists and diversity patterns of fungi known for West Africa. In: IMA Fungus. Volume 11: 13 (22 Seiten), 2020, doi:10.1186/s43008-020-00034-y.
- 2020: Meike Piepenbring, Maike Hartmann, Tina A. Hofmann, Matthias Lutz: New species and genera of Brachybasidiaceae (Exobasidiales, Basidiomycota) in honour of Franz Oberwinkler. In: Mycological Progress. Volume 19: 351–365, 2020, doi:10.1007/s11557-020-01564-w
- 2015: Meike Piepenbring: Introduction to mycology in the tropics / Introducción a la micología en los trópicos. APS Press, St. Paul, 2 × 366 Seiten, 2015, ISBN 9780890544594.
- 2015: Meike Piepenbring, Tina A. Hofmann, Elvia Miranda, Orlando Cáceres, Martin Unterseher: Leaf shedding and weather in tropical dry-seasonal forest shape the phenology of fungi – Lessons from two years of monthly surveys in southwestern Panama. In: Fungal Ecology. Volume 18: 83-92, 2015, doi:10.1016/j.funeco.2015.08.004.
- 2012: Meike Piepenbring, Tina A. Hofmann, Martin Unterseher, Gerhard Kost: Species richness of plants and fungi in western Panama – towards a fungal inventory in the tropics. In: Biodiversity and Conservation. Volume 21: 2181-2193, 2012.
- 2012: Meike Piepenbring, Fabian Nold, Tanja Trampe, Roland Kirschner: Revision of the genus Graphiola. In: Nova Hedwigia. Volume 94: 67-96, 2012, doi:10.1127/0029-5035/2012/0094-0067.
- 2011: Meike Piepenbring, Tina A. Hofmann, Roland Kirschner, Ralph Mangelsdorff, Omar Perdomo, Délfida Rodríguez Justavino, Tanja Trampe: Diversity patterns of Neotropical plant parasitic microfungi. In: Ecotropica. Volume 17: 27-40, 2011.
- 2011: Meike Piepenbring, Enrico Caballero, Jacques Fournier, Gastón Guzmán, Cheng-Lin Hou, Roland Kirschner, Eliecer Serrano, Tanja Trampe, Orlando Cáceres: Pioneer forays for fungi in the Darién Province in Eastern Panama, Quintuplicating the knowledge on fungi in this area by five days of fieldwork. In: Biodiversity and Conservation. Volume 20: 2511-2526, 2011, doi:10.1007/s10531-011-0085-1.
- 2007: Meike Piepenbring: Inventoring the fungi of Panama. In: Biodiversity and Conservation. Volume 16: 73-84, 2007, doi:10.1007/s10531-006-9051-8.
- 2003: Meike Piepenbring: Smut fungi (Ustilaginomycetes p.p. and Microbotryales, Basidiomycota). Flora Neotropica Monograph 86. New York Botanical Garden Press, New York, 291 Seiten, 2003, JSTOR:4393914.